# Hyaenosa strandi
Hyaenosa strandi là một loài nhện trong họ Lycosidae.
Loài này thuộc chi Hyaenosa. Hyaenosa strandi được Lodovico di Caporiacco miêu tả năm 1940.